# 12838 Адамсміт
12838 Адамсміт (1997 EL55, 1987 DX6, 1997 HO14, 1999 RX2, 12838 Adamsmith) — астероїд головного поясу, відкритий 9 березня 1997 року.
Тіссеранів параметр щодо Юпітера — 3,289.